# Artur Eduardowitsch Nigmatullin
Artur Eduardowitsch Nigmatullin (russisch Артур Эдуардович Нигматуллин; * 17. Mai 1991 in Wladiwostok) ist ein russischer Fußballtorhüter.

## Verein
Der Torhüter begann seine Profikarriere Anfang 2008 in der zweiten Mannschaft von ZSKA Moskau. 2010 wurde er von der UEFA für zehn Monate gesperrt, nachdem er bei einer Dopingkontrolle positiv auf Furosemid getestet wurde. 2011 wurde er erst an den Mordowija Saransk und dann an Ural Jekaterinburg in die 1. Division ausgeliehen. 2012 folgte ein Gastspiel beim FK Chimki. Im Sommer 2012 wechselte er zu Wolga Nischni Nowgorod in die Premjer-Liga. 2014 erreichte der Klub nur den vorletzten Platz und stieg in die 1. Division ab. 2016 wurde er vom Zweitligisten FK Tosno verpflichtet und schon nach einer Spielzeit ging er weiter zu Amkar Perm. Ab 2018 war er jeweils drei Jahre für Arsenal Tula sowie FK Nischni Nowgorod aktiv und seit dem Sommer 2024 steht er nun bei Rubin Kasan unter Vertrag.

## Nationalmannschaft
Von 2007 bis 2009 absolvierte Nigmatullin fünf Partien für diverse russische Jugendauswahlen und am 23. November 2023 stand er als Ersatztorhüter im Kader der A-Nationalmannschaft beim Testspiel in Woronesch gegen Kuba (8:0).